# Doris Maria Hauser

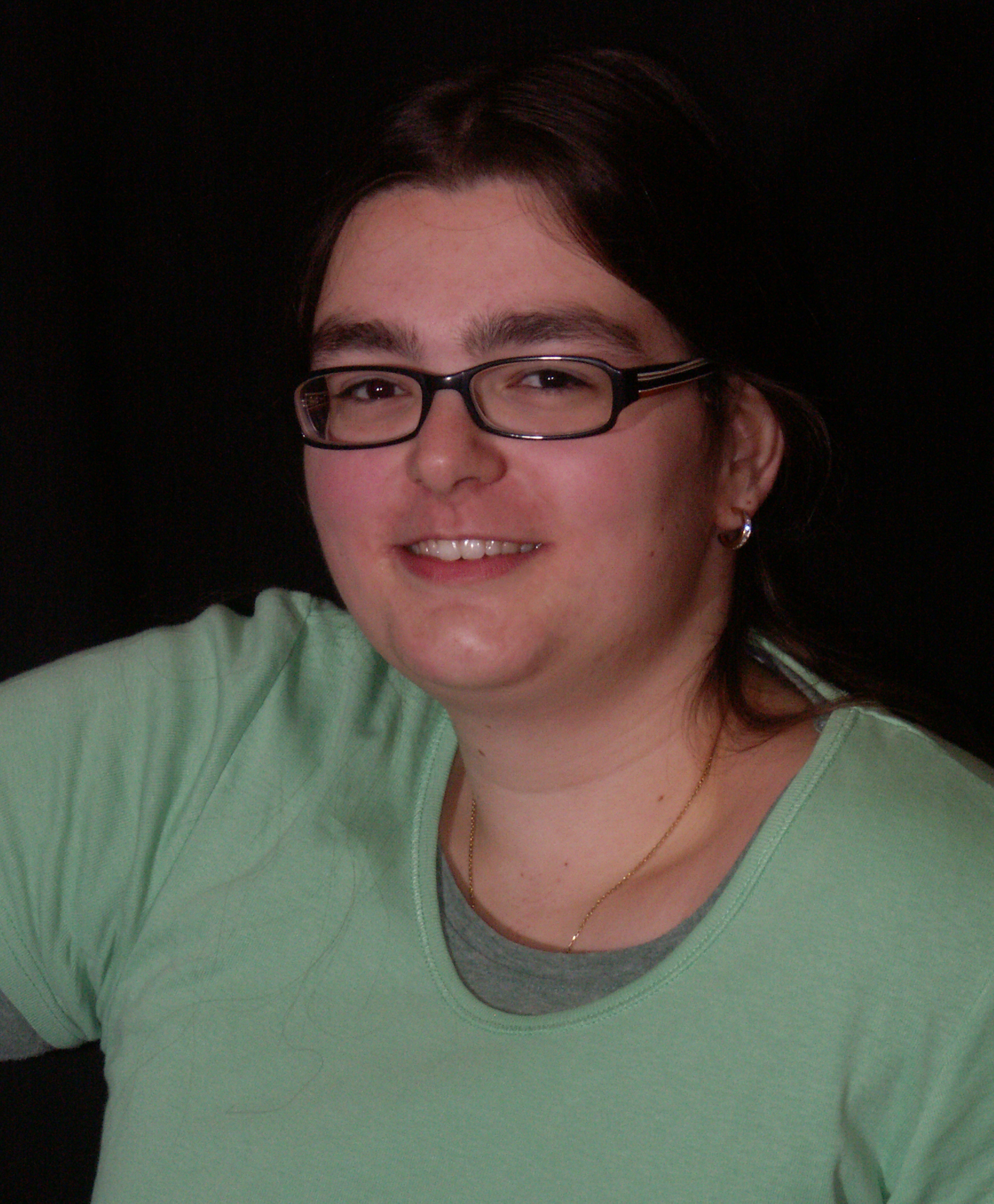
Jungkabarettistin Doris Maria Hauser

Doris Maria Hauser (* 3. Juli 1992 in St. Pölten) ist eine österreichische Kabarettistin. Ihre Spezialgebiete sind Einladungsshows und Poetry Slams.
Ihr Debüt fand gemeinsam mit einer Kollegin am 28. Juni 2010 beim ORF-Kabarett-Nachwuchswettbewerb Hopp oder Tropp im Kabarett Vindobona in Wien statt, der erste Soloauftritt folgte am 13. September 2010 im Zuge der Halbfinalrunde von Hopp oder Tropp. Seit Februar 2015 organisiert und moderiert sie unter anderem regelmäßig „Freitag, der 13.!“, ein Mixed-Abend mit Gastauftritten von Kollegen aus der Kabarett- und Musik-Szene an verschiedenen Kleinkunstbühnen in Österreich.

## Auftritte (Auswahl)
- Comedy Knockout, Theaterlabor, Finalistin, 2010[3]
- Grazer Kleinkunstvogel, 2013
- Kabarett Milchkanne, Meierei im Prater, 2013 und 2014[4]
- Offene Bühnen im Freilichtmuseum Güssing, 2014[5][6]
- Obritzberger Frühlingskabarett, 2015,[7] 2016[8]